# Calvin Jackson
John Calvin Jackson (Filadelfia, 26 maggio 1919 – Encinitas, 9 dicembre 1985) è stato un pianista e compositore statunitense.

## Biografia
È nato a Filadelfia nel 1919 da Harry e Margaret Jackson. Sua madre era una cantante da concerto a Filadelfia. Jackson ha suonato il piano fin dall'infanzia, prendendo lezioni da un insegnante privato. Ha studiato alla Juilliard e alla New York University.
All'inizio della sua carriera Jackson ha lavorato con Frankie Fairfax. Dal 1943 al 1947 ha lavorato a Hollywood come assistente alla regia della musica per la MGM.
Nel 1947 ha registrato con Phil Moore e anche come pianista solista per la Discovery Records. Nell'estate del 1948, ha suonato con la cantante Mildred Bailey e la ballerina Avon Long al Café Society di New York City. Nel 1950 si trasferisce a Toronto, dove spesso suona in televisione e alla radio. Nel corso degli anni '50 e all'inizio degli anni '60 ha pubblicato diversi LP per etichette come la Columbia Records . Nel 1957 tornò a Los Angeles, dove continuò a lavorare come compositore per film e televisione. Ad un certo punto ha anche arrangiato Ray Ray, ricevendo un accordo e un coproduttore per l'uscita di Charles "Sweet & Sour Tears " (ABC-Paramount) nel 1964. All'inizio degli anni '80, si era trasferito nella contea di San Diego, dove viveva in semi-pensione nel quartiere di Point Loma, tenendo lezioni di musica su un pianoforte nel suo appartamento. Nel 1984 è stato ospite alle jam session della domenica sera con Jeannie e Jimmy Cheatham, che l'hanno ospitato presso il resort Bahia a Mission Bay, suonando il piano e l'armonica tra i set e occasionalmente con la band.
Stava lavorando a un arrangiamento per un'orchestra jazz di 31 brani a Point Loma quando sviluppò un disturbo cardiaco e fu portato in ospedale. Morì il 28 novembre 1985 all'età di 66 anni.

## Discografia
- Calvin Jackson (Discovery, 1949)
- Calvin Jackson at the Plaza (Vik, 1954)
- Rave Notice (Columbia, 1955)
- The Calvin Jackson Quartet (Columbia, 1955)
- Variazioni jazz su Gershwin's Rhapsody in Blue ( Liberty, 1958)
- Cal-Essence / Calvin at the Piano (Raynote, 1959)
- Variazioni jazz sui temi dei film ( Reprise, 1961)
- Two Sides of Calvin Jackson (Reprise, 1961)

Con Buddy Collette
- Nice Day with Buddy Collette (Contemporary, 1957)

Con Fred Katz
- Soul ° Cello ( Decca, 1958)